# Pura Vida Ibiza
Pura Vida Ibiza (Alternativtitel: Pura Vida Ibiza – Die Mutter aller Partys!) ist eine deutsche Filmkomödie aus dem Jahr 2003. Regisseur des Films war Gernot Roll, der auch den Film Ballermann 6 mit Tom Gerhardt und Hilmi Sözer gedreht hat.

## Handlung
Der Film beginnt mit der Vorgeschichte der drei Kumpels Ben, Nick und Felix, die sich während ihrer Schulzeit kennenlernen. Nick ist das Genie unter den Freunden, und ohne ihn hätten die anderen beiden das Abitur nicht geschafft. Felix ist schon während der Schulzeit seinen beiden Freunden weit voraus, was das Verstehen von Frauen angeht. Ben ist zunächst der große Verlierer der drei Freunde, denn er ist seit der Grundschulzeit in seine Mitschülerin Carola verknallt, und in ihrer Gegenwart blamiert sich Ben des Öfteren.
Nachdem sie das Abi geschafft haben, wollen Ben, Nick und Felix in einer Disco ihren Abschluss feiern. Als Ben jedoch seine Jugendliebe Carola, die inzwischen mit dem berühmten Disc-Jockey der Stadt DJ Kool zusammen ist, in der Disco sieht, entschließt er sich, sturzbetrunken und nackt auf der Tanzfläche ihr seine Liebe zu gestehen. Die erteilt ihm jedoch sofort eine Abfuhr und als ihr Freund das auch noch mitbekommt, bleibt es nicht nur bei einer Bierdusche.
Als Ben am nächsten Tag noch total betrunken neben seinen Freunden auf einer Parkbank aufwacht, erzählen sie ihm, dass es nicht nur beim Discobesuch geblieben ist. Denn um Ben aufzumuntern, sind die drei zu ihm nach Hause gefahren und haben den Abend mit ein paar Prostituierten auf Kosten von Bens Vaters ausklingen lassen.
Daraufhin entschließen sie sich, einen Job als Club-Animateure auf Ibiza anzunehmen. Um den Job zu erhalten, müssen sie einige Strapazen auf sich nehmen, denn der Personalchef von Oktopus Hans Beck stellt die drei während des persönlichen Bewertungsgesprächs auf einige harte Proben, um die Belastbarkeit der neuen Club-Animateure zu testen.

## Hintergrund
Der Film wurde vom 25. August 2003 bis Oktober 2003 produziert. Insgesamt sahen den Film in Deutschland 150.822 Menschen.